# Distretto di Baling
Il distretto di Baling è un distretto della Malaysia, fa parte dello stato del Kedah e il suo capoluogo è  Baling.